# Csalhó (település)
Csalhó (románul: Ceahlău) település Romániában, Moldvában, Neamț megyében.

## Fekvése
A Békás-tó (Lacul Bicaz) délnyugati partján fekvő település.

## Leírása
A településnek a 2007-ben 2488 lakosa volt.
Itt Csalhóban található a kenézek palotája (Ruinele palatului Cnezilor), mely eredetileg megerősített kolostor volt, és a Cantacuzino-család építtette még a 17. században. Az épületet később vadászkastélynak használták, de ma már romokban van.
Az egykori kolostornak csupán a temploma maradt fenn, helyreállított állapotban.

## Nevezetességek
- Ebben a vadászkastélyban az évek során több híresség is megfordult: Így többek között egy ideig itt lakott A. F.  Kotzebue (1761-1819) osztrák író is.
- Az idősebb Alexandre Dumas (1803–1870) is szintén vendég volt itt, és talán e környék vadregényes szépsége ihlette egyik regényének: „A Kárpátok boszorkányának” megírására.